# 한국농촌발전연구원
한국농촌발전연구원은 한국의 농업과 농촌 발전 경험을 개발도상국에 전수하여 빈곤에서 벗어나 농촌발전을 이루는데 기여할 목적으로 2009년 1월 13일 설립된 대한민국 농림수산식품부 소관의 사단법인이다. 사무실은 경기도 수원시 팔달구 수성로 92, 농민회관 9층에 있다.

## 주요 사업
- 한국농업과 농촌발전 경험을 개도국에 전수하기 위한 전략 연구
- 외국의 농촌개발 전략 및 성공사례 연구 및 이의 적용방안 연구
- 개발도상국의 농업 및 농촌실태조사 연구
- 정부 및 국제기구가 실시하는 개발원조사업 수행 및 컨설팅
- 농업 및 농촌발전과 관련된 국내외 인력의 능력향상 교육 훈련
- 국제기구 및 국제학술단체와의 정보 교환 및 인적 교류
- 기타 연구원 설립목적 달성에 관련된 부대 사업